# Jordie Barrett
Jordan Matthew "Jordie" Barrett (Nueva Plymouth, 17 de febrero de 1997) es un jugador neozelandés de rugby que se desempeña mayoritariamente como fullback. Actualmente juega en el Hurricanes de la Super Rugby y es internacional con los All Blacks.
Es hermano de los también jugadores de rugby Kane Barrett, Beauden Barrett, Scott Barrett

## Trayectoria deportiva
Fue convocado a los All Blacks por primera vez en junio de 2017 ante Manu Samoa, formó parte del seleccionado que enfrentó a los British and Irish Lions que se encontraban realizando su gira por el país el mismo año y marcó un try en el tercer test.
Fue seleccionado por Steve Hansen para formar parte de los All Blacks en la Copa Mundial de Rugby de 2019 en Japón donde desplegaron un brillante juego en el que ganaron todos los partidos de la primera fase excepto el partido contra Italia que formaba parte de la última jornada de la primera fase,que no se disputó debido a la llegada a Japón del Tifón Hagibis.
En cuartos de final se enfrentaron a Irlanda, partido con cierto morbo porque el XV del trébol había sido el único que había sido capaz de vencer a los All Blacks en los últimos años. Sin embargo, Nueva Zelanda desplegó un gran juego y venció por un amplio resultado de 46-14.
En semifinales jugaron ante Inglaterra donde se formó cierta polémica debido a la formación utilizada en forma de uve por el XV de la rosa a la hora de recibir la haka de los All Blacks, el partido fue posiblemente el mejor que se pudo ver en todo el campeonato, donde vencieron los ingleses por el marcador de 19-7. Jordie jugó 5 partidos consiguiendo tres ensayos en los partidos ante Canadá, Namibia e Irlanda.
En 2024, Barret firmó un contrato de seis meses con Leinster Rugby para la temporada 2024-25 del United Rugby Championship.  El 8 de diciembre de 2024, debutó con el club anotando un try desde el banquillo en la Champions Cup 2024-25, en la que su equipo venció a Bristol Bears por 35-12 en Ashton Gate Stadium. El 22 de diciembre de 2024, ganó su primer premio al mejor jugador del partido con el club tras vencer por 20-12 a Connacht Rugby en la URC. En abril de 2025, fue nominado a Jugador del Año de la Copa de Campeones 2025. En su último partido en Leinster, consiguió su primera medalla de club al marcar uno de los cuatro tries de Leinster en la final del URC por 32-7 contra los Bulls.

#### Participaciones en Copas del Mundo
| Mundial                       | Sede    | Resultado     | PJ | Tries |
| ----------------------------- | ------- | ------------- | -- | ----- |
| Copa Mundial de Rugby de 2019 | Japón   | Tercer puesto | 5  | 3     |
| Copa Mundial de Rugby de 2023 | Francia | Subcampeón    | 5  | 13    |

## Palmarés
- NPC: 2016, 2023
- The Rugby Championship: 2018, 2020, 2021, 2022 y 2023